# 正月初三
正月初三是正月的第三天，也是农历新年第三天。民間相傳，正月初三為赤狗日，即「赤狗神」降臨日，此神為口舌官司之神。故此日適合在家睡覺休息，不宜向人拜年。

## 大事记
- 明嘉靖二年，歸德地震。（《古今圖書集成》·方輿彙編職方典·歸德府部·紀事·紀事）

## 逝世
- 清朝嘉庆四年，乾隆帝。

## 节假日和习俗
- 俗稱赤口，不宜拜年
- 一些地区的习俗，在这一天要回娘家
- 香港人喜在此日到沙田車公廟祈福並求籤，求問來年的運程。由於前往沙田的市民較多，香港賽馬會多選擇此日舉行賀歲馬賽事。另外，每年賀歲長跑賽事發財跑也在此日在山頂舉行。
- 澳門人不宜在此日帶狗隻外岀
- 澳門新春花車巡遊表演和澳門賀歲煙花匯演

## 参看
- 日历
- 正月初一 - 正月初二 - 正月初三 - 正月初四 - 正月初五
- 腊月初三 - 正月初三 - 二月初三
- 正月 - 二月 - 三月 - 四月 - 五月 - 六月 - 七月 - 八月 - 九月 - 十月 - 十一月 - 腊月
- 公历1月3日